# Voleibol nos Jogos da Lusofonia de 2006
O torneio de voleibol nos Jogos da Lusofonia de 2006 ocorreu no Pavilhão IPM entre 7 e 15 de outubro. Portugal venceu as duas competições, masculina e feminina, derrotando Macau em ambas as finais.

## Eventos
- Masculino
- Feminino

## Medalhistas
| Ordem | País        | Medalha de ouro | Medalha de prata | Medalha de bronze | Total |
| ----- | ----------- | --------------- | ---------------- | ----------------- | ----- |
| 1     | Portugal    | 2               | 0                | 0                 | 2     |
| 2     | Macau       | 0               | 2                | 0                 | 1     |
| 3     | Timor-Leste | 0               | 0                | 1                 | 1     |
| 3     | Índia       | 0               | 0                | 1                 | 1     |

| Evento    | Ouro     | Prata | Bronze      |
| --------- | -------- | ----- | ----------- |
| Masculino | Portugal | Macau | Índia       |
| Feminino  | Portugal | Macau | Timor-Leste |